# Gotthardský úpatní tunel
Gotthardský úpatní tunel (GÚT) (německy Gotthard-Basistunnel) je železniční úpatní tunel, který prochází alpským Gotthardským masivem. Se svými 57 kilometry jde o nejdelší železniční tunel světa. Úpatní v názvu tunelu znamená, že portály tunelu jsou umístěny na úpatí masivu, tedy trať nestoupá po úbočí k tunelu, jako je to v případě staršího Gotthardského tunelu.
Význam stavby spočíval ve zrychlení železničního spojení přes Alpy mezi Curychem a Milánem. Nejkratší doba jízdy vlakem mezi těmito městy před dokončením tunelu činila 4.03 hod. Po zprovoznění tunelu pro pravidelnou dopravu od prosince 2016 byla jízdní doba zkrácena na 3.26 hod. Po dokončení a zprovoznění i Cenerského a Zimmerberského úpatního tunelu by jízdní doba měla klesnout až na 2.40 hod. Plánovaná rychlost železničních souprav je 200–250 km/h. Celkové zkrácení jízdní doby vytvoří silnou konkurenci nejen silniční dopravě, ale i dopravě letecké, a to i z ekologického hlediska.
Slavnostní otevření tunelu proběhlo dne 1. června 2016, tunel byl zprovozněn pro pravidelnou dopravu 11. prosince 2016.

## Koncepce

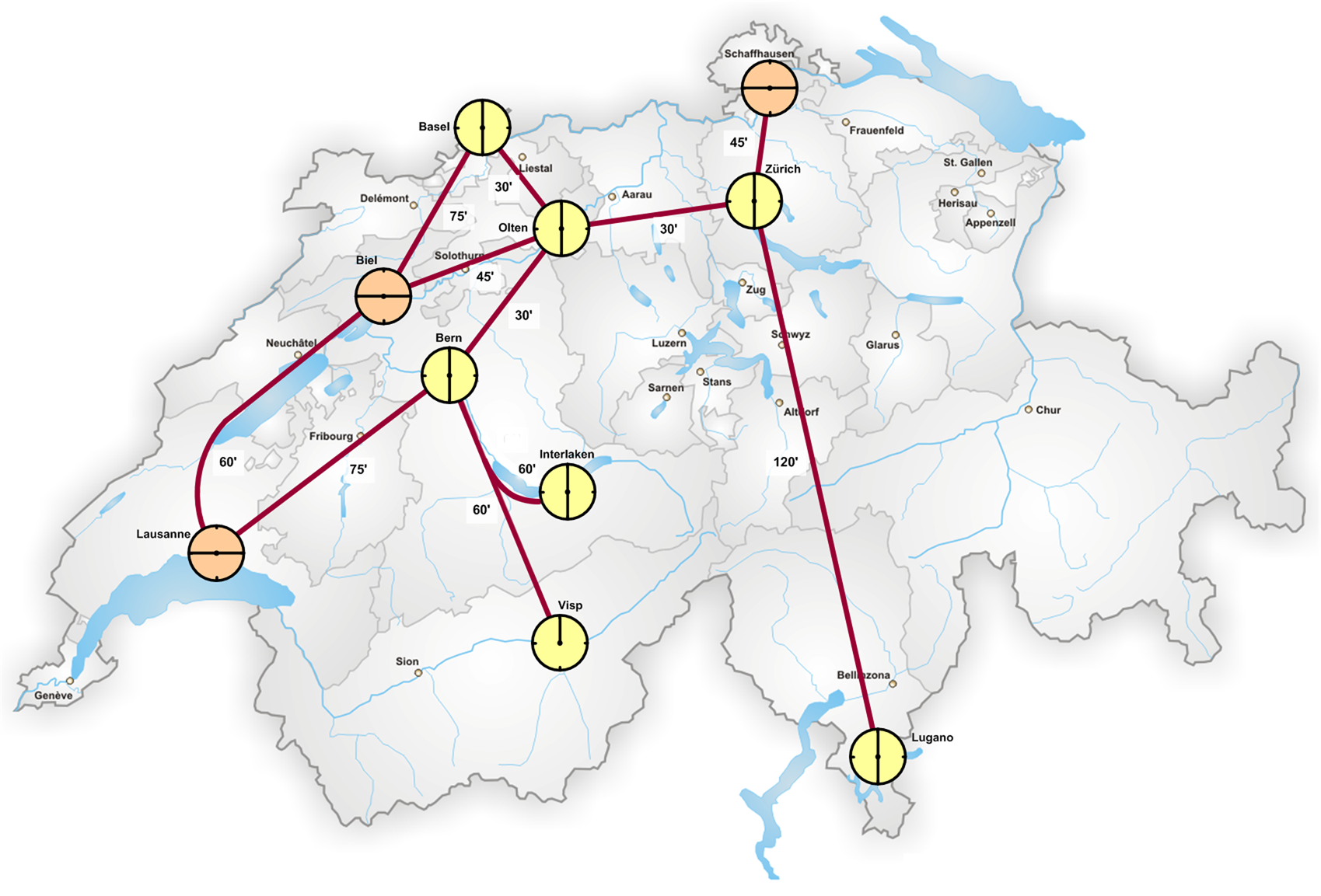
Koncept švýcarské rychlé železniční sítě

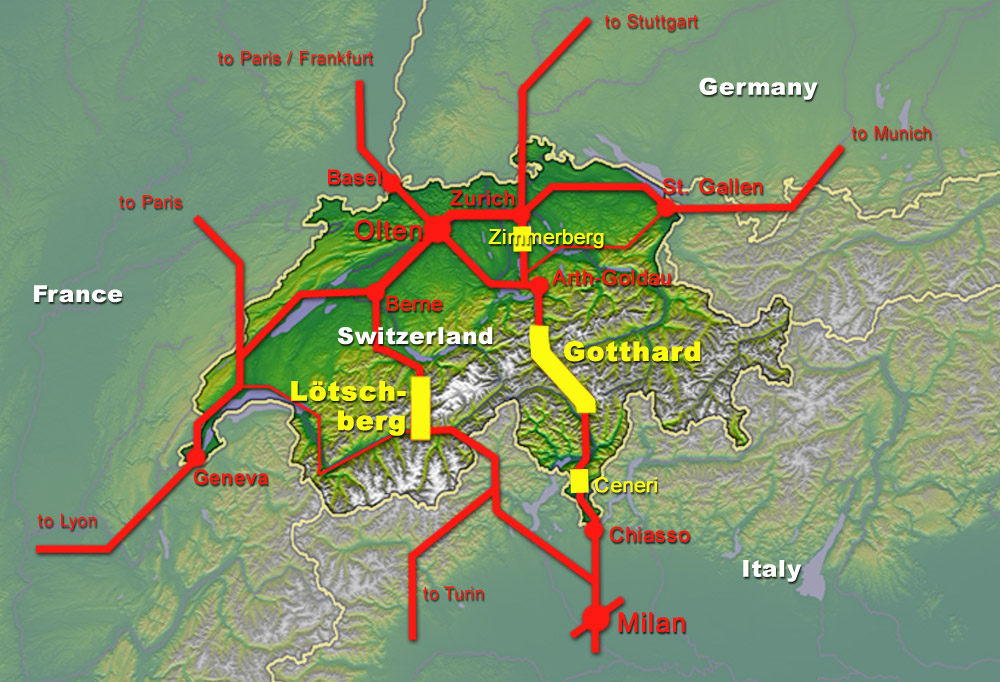
Úpatní tunely Gotthard, Lötschberg, Ceneri a Zimmerberg

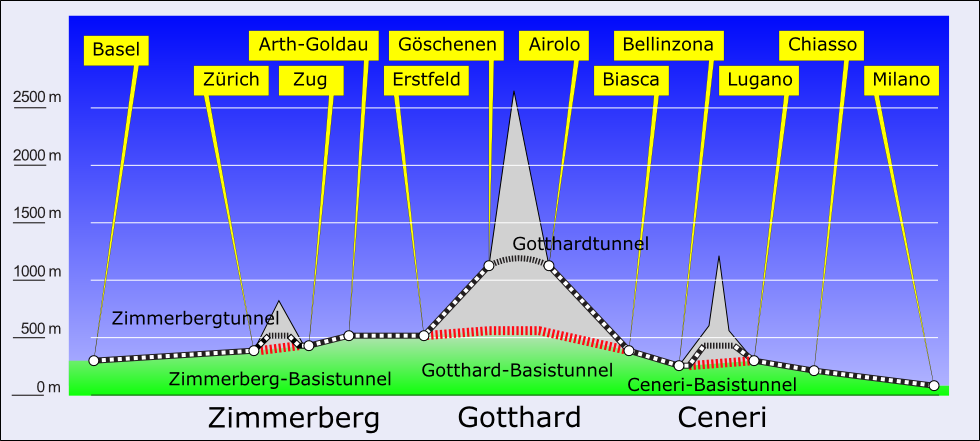
Terénní profil pohoří a ražba tunelů.

Koncepce projektu pochází z roku 1992, kdy se začalo jednat o novém železničním spojení přes Alpy (NRLA) a byla předpokladem pro další plánování výstavby. V roce 1998 byla ve Švýcarsku stanovena daň pro těžká nákladní vozidla a zároveň přijat návrh modernizace železničního spojení přes Alpy.
Koncepce stavby úpatního tunelu pod Gotthardským masivem není úplně nová. Již v roce 1962 byl Švýcarským ministerstvem vnitra vytvořen prvotní projekt úpatního tunelu. Již tehdy tento plán obsahoval návrh ražby přímého dvoukolejného tunelu délky 45 km mezi Amstegem a Giornicem. Tunel měl být rozdělen do dvou částí s možností přechodu na druhou tunelovou kolej ve středu (křížení). Plánovaná rychlost byla však výrazně nižší než současných 200 km/h.
Původní návrh tunelu doznal radikálních změn pod vlivem požadavků na rychlost a bezpečnost. Ve zprávě z roku 1971 dospěl výbor pro železniční tunel přes Alpy Švýcarského spolkového ministerstva životního prostředí, dopravy, energetiky a spojů k závěru, že projekt bude zaměřen na ražbu dvou souběžných jednokolejných tubusů. Konečná volba realizace, a to dvojkolejného tunelu nebo dvou jednokolejných tubusů s nebo bez servisního tubusu padla až v roce 1995.
Konečné řešení je kompromisem nebo kombinací funkčnosti jednotlivých tunelových tubusů. Byly raženy dva jednokolejné tunelové tubusy bez dalšího servisního tunelu. Tyto tubusy jsou mezi sebou propojeny příčnými galeriemi v rozestupech 180 m a každý tubus slouží jako provozní, tak i jako únikový pro tubus sousední. Vzhledem k celkové délce 57 km byly do tunelu integrovány dvě mezilehlé stanice, Sedrun (severní) a Faido (jižní). V těchto stanicích je umožněn přechod souprav z/do sousedního tubusu a mají funkci i jako pohotovostní stanice pro nouzové opuštění vlakové soupravy.

## Stavební úseky

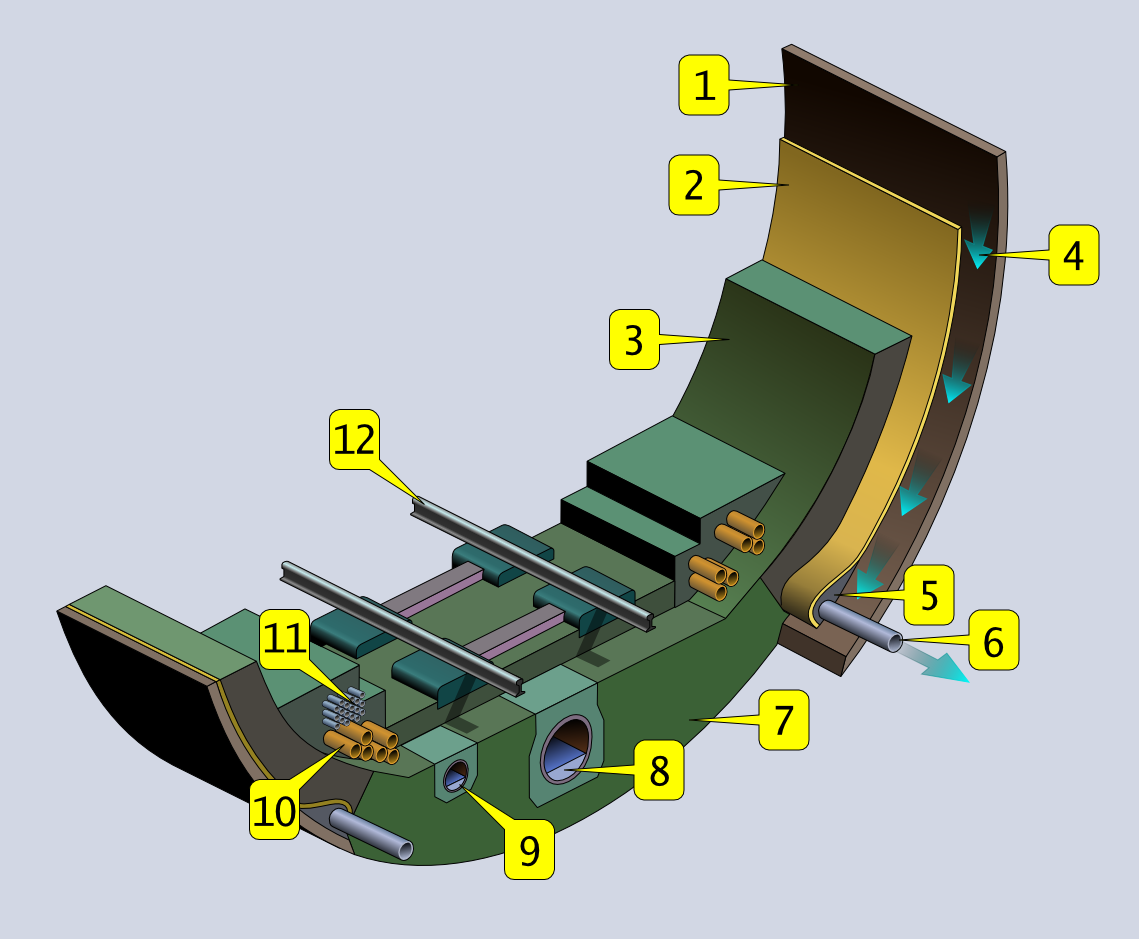
Řez tubusem GÚT
1 tubusová stěna
2 hydroizolace
3 vnitřní tubus
4 průsaková voda
5 drenážní zásyp
6 odvod průsakové vody
7 základová deska podloží
8 sběr spodní vody
9 sběr tubusové vody
10, 11 kabelové kolektory
12 koleje

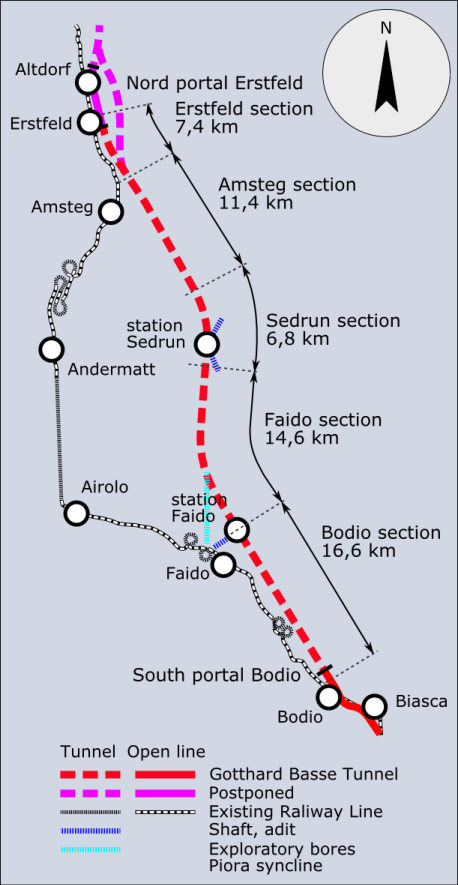
Mapa tunelu GÚT

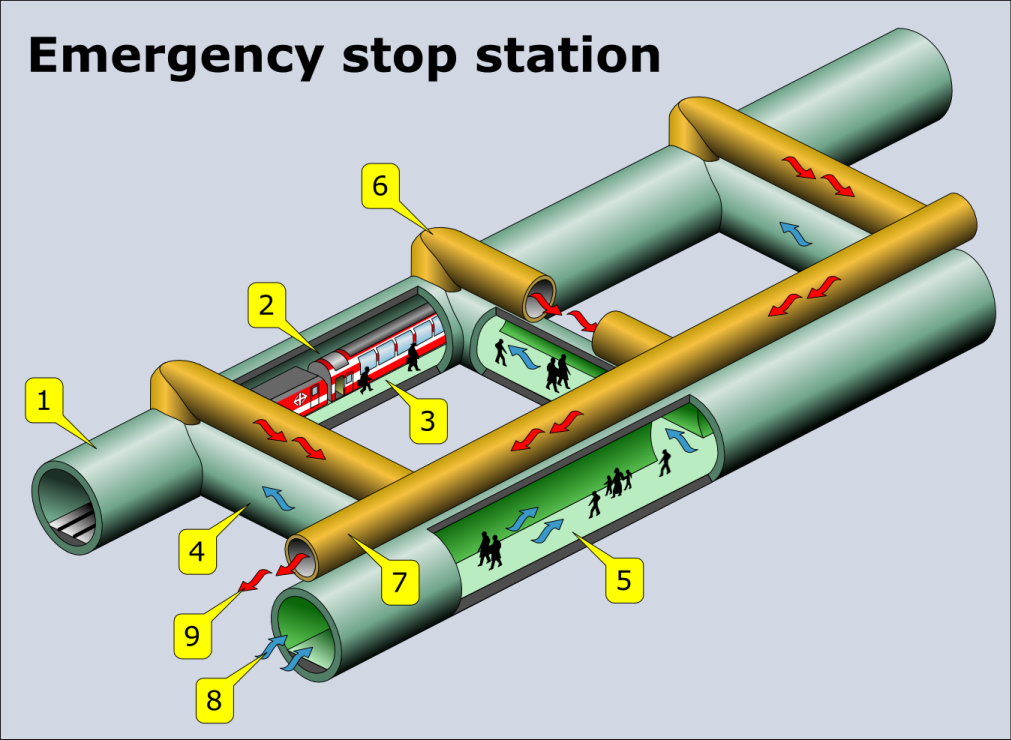
Bezpečnostní stanice
1 tubus
2 prostor stanice
3 výstupní plocha
4 spojovací chodba
5 hlavní úniková chodba
6 odsávání z prostoru stanice
7 hlavní odsávání
8 proudění čerstvého vzduchu
9 proudění spalin

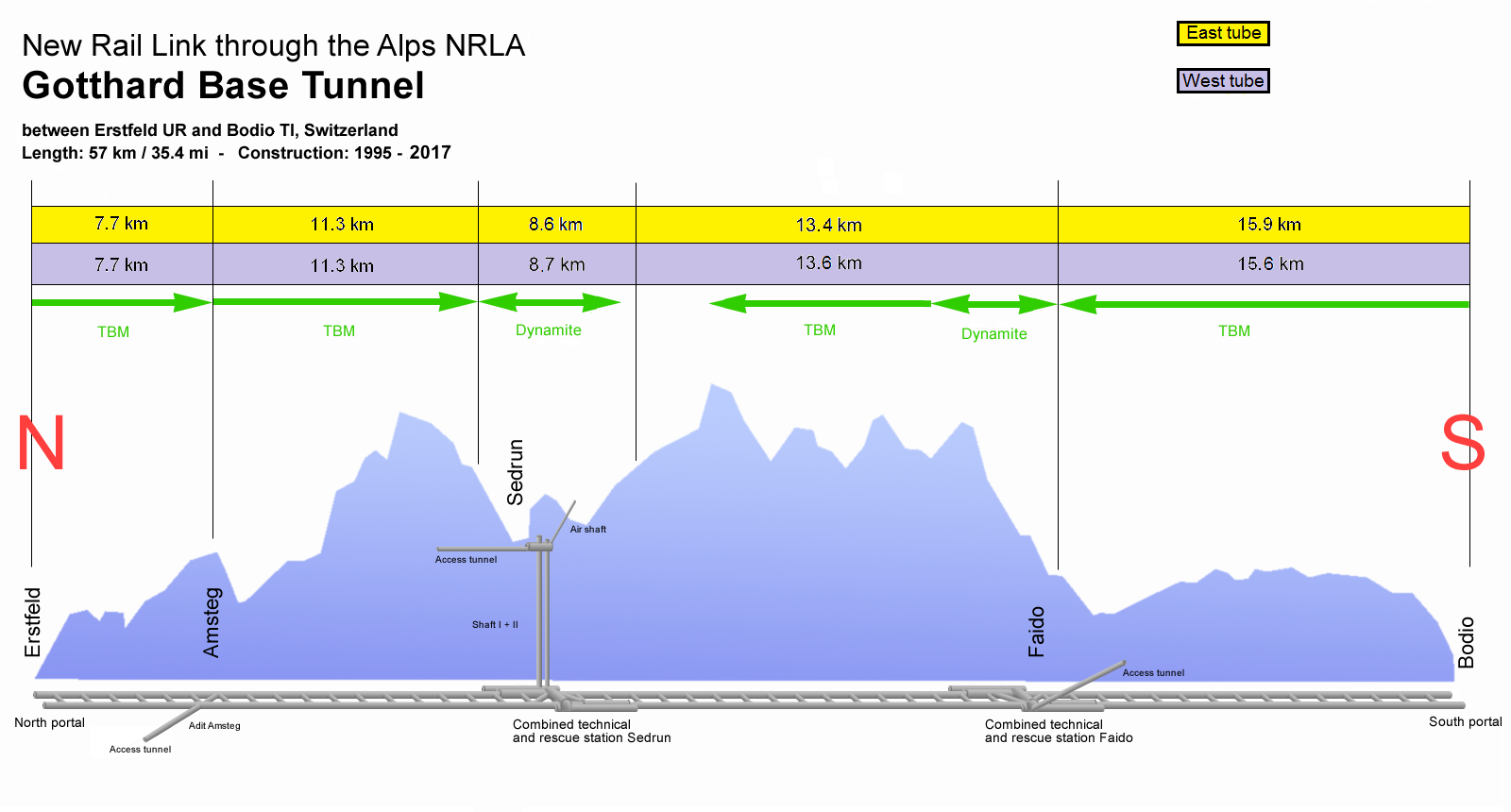
Stavební délky jednotlivých úseků a směry ražby.

Švýcarská federální vláda v dubnu 1995 stanovila trasu nového tunelu mezi Erstfeld a Giustizia / Osogna. Pro optimalizaci stavebních nákladů i doby potřebné pro realizaci byla výstavba tunelu rozdělena do pěti stavebních úseků různé délky se souběžným prováděním prací. Podle charakteru horniny, v níž probíhala ražba, byly kombinovány ražební metody pomocí důlního kombajnu, vrtání a odstřel.
- Severní portál

Severní portál Erstfeld je v sousedství hlavní tratě Švýcarských spolkových drah poblíž Rynächt-Altdorfu.
- Úsek Erstfeld

Úsek Erstfeld je nejsevernějším úsekem celého tunelu. Úsek zahrnuje dvě části, z nichž vstupní část tunelu byla hloubena, kopána z povrchu pro vytvoření zárubu. Další část pak byla ražena důlním kombajnem. V úseku je také prozatím slepá větev (odbočka), která v budoucnu umožní napojení tunelu na další stavbu bez přerušení dopravní cesty.
Délka východní sekce 7,178 km, západní sekce 7,146 km.
- Úsek Amsteg

Úsek Amsteg je druhým úsekem od severního portálu. Před zahájením vlastní ražby tubusů byla vrtáním a trháním vyrubána 1,8 km dlouhá přístupová štola zakončená jeskyní, odkud dva důlní kombajny zahájily ražbu tubusů jižním směrem k úseku Sedrun v roce 2003.
Délka východní sekce 11,350 km, západní sekce 11,350 km. Délka přístupové štoly 2,222 km.
- Úsek Sedrun

Úsek Sedrun byl budován z povrchu 1 km dlouhým přístupovým tunelem a dvěma svislými paralelními šachtami s převýšením 800 m na úroveň multifunkční stanice Sedrun. Ražba tubusů severním i jižním směrem byla zahájena v roce 2004 metodou vrtání a odstřelu. Důlní kombajny nebylo možno použít z důvodu nevhodných geologických podmínek.
Délka východní sekce 9,145 km, západní sekce 9,145 km. Hloubka svislé šachty I 850 m, šachty II 820 m. Přístupová štola 909 m.
- Úsek Faido

Úsek Faido byl zahájen ražbou z povrchu pomocnou štolou délky 2,7 km se sklonem 13 %. Z logistických důvodů spadá tento úsek k sekci Bodio. V tomto úseku se nachází i druhá multifunkční stanice Faido. Oproti původnímu plánu je stanice umístěna více na jih z důvodu geologických podmínek. V tomto úseku se počítalo i s opravou důlních kombajnů postupujících z úseku Bodio tak, aby po opravě mohly pokračovat severním směrem k úseku Sedrun.
Délka východní sekce 12,860 km, západní sekce 13,115 km. Délka přístupové štoly 2,646 km.
- Úsek Bodio

Úsek Bodio je nejdelším úsekem stavby Gotthardského úpatního tunelu. První část úseku byla postavena z povrchu v kamenitém podloží (nejedná se o pevnou skálu) až do míst, kde začíná dostatečně pevná skála. V pevné skále pak byla použita ražba pomocí důlních kombajnů. Pro urychlení ražby byla nejprve vyhloubena jeskyně v pevném podloží, kde byly zkompletovány důlní kombajny, které následně zahájily ražbu severním směrem k Faido v roce 2003.
Délka východní sekce 15,548 km, západní sekce 15,282 km. Délka překlenutí úseku Bodio 1,336 km, délka dopravního tunelu Bodio – Buzza di Biasca 3,162 km.
- Jižní portál

Z jižního portálu u obce Bodio, jsou traťové koleje napojeny na stávající hlavní trať Švýcarských spolkových drah Giustizia / Osogna.
- Propojení tubusů sever-jih

K propojení tubusů a tím i k proražení celého tunelu došlo u mezilehlé stanice Sedrun, 15. října 2010 po 14. hodině, kdy důlní kombajn ze směru od Faido prorazil poslední metry masivu v hloubce 800 m pod povrchem.

## Bezpečnostní stanice

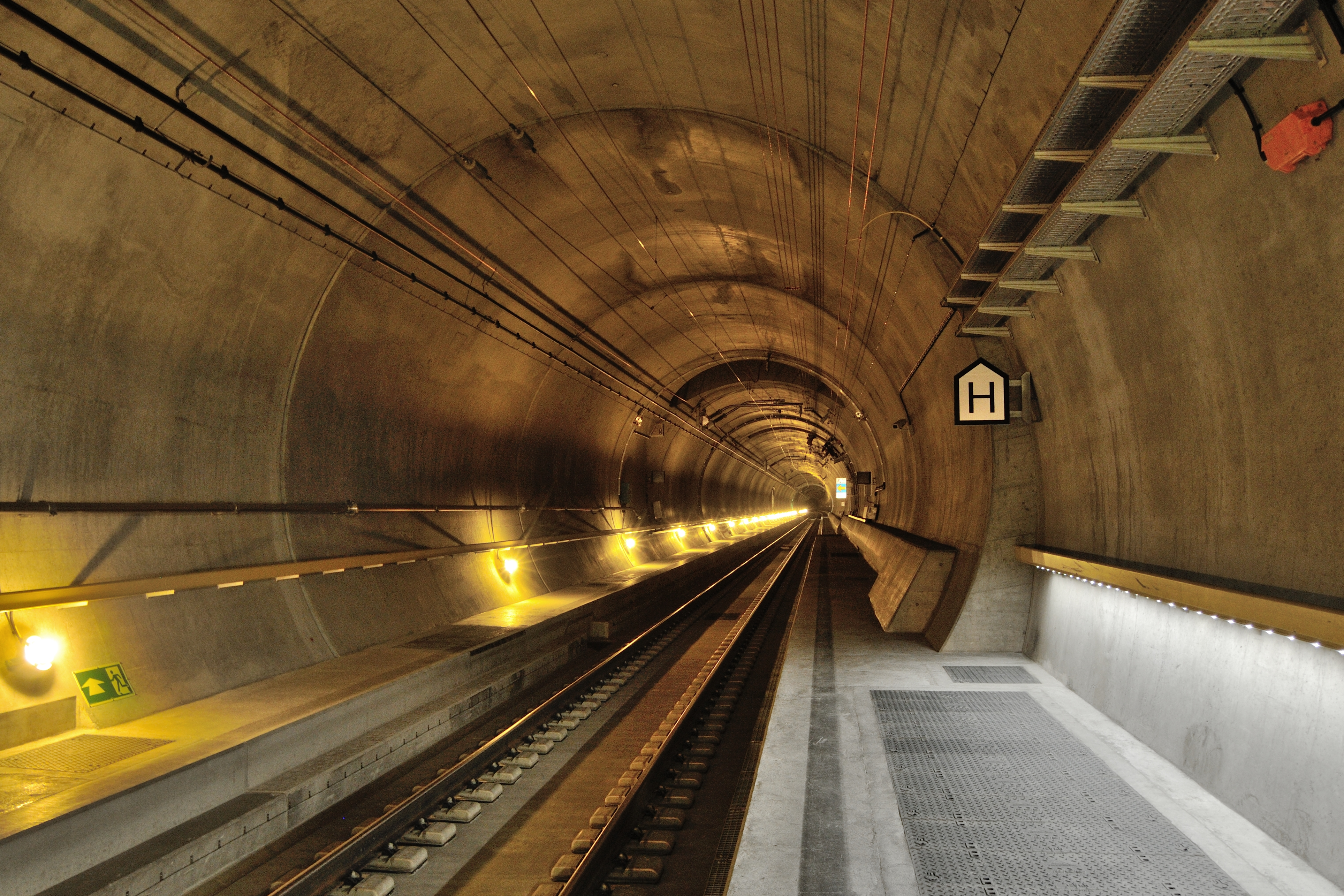
Stanice Sedrun

Bezpečnostní stanice nouzového zastavení jsou určeny pro případ, kdy v některém z tubusu dojde k havarijní nebo nouzové situaci. Ve stanicích může vlak zastavit a cestující mohou opustit tunel nouzovými východy. Pro každý tubus je stanice řešena odděleně a systém chodeb je řešen tak, aby se cestující vyhnuli pohybu v kolejišti, ve stanici Sedrun jsou k dopravě osob na povrch určeny výtahy, ve stanici Faido mírně svažitý únikový tunel.
Prostory stanic jsou vybaveny ventilací, která zabezpečuje vhánění čistého vzduchu do prostoru stanice přes boční tunely a spojovací galerii, tedy do prostor, ve kterých se pohybují osoby. Kontaminovaný vzduch (například spalinami) je z tubusu stanice odsáván samostatným potrubím a odváděn z masivu ven. Mírný přetlak způsobený vháněním čerstvého vzduchu do prostor pro cestující je dostačující k tomu, aby bylo zabráněno vniknutí spalin do tohoto prostoru.
Pokud vlaková souprava z nějakého důvodu zastaví mimo bezpečnostní stanici, mohou cestující přejít příčnými galeriemi do druhého souběžného tubusu a použít jej jako únikovou cestu.

## Geologie a stavba

### Pozemní stavba
Na povrchu musela projekce stavby respektovat místní osídlení, které se nachází v údolní oblasti kolem severního a jižního portálu. Projekcí na povrchu byla pověřena společnost Beratungsgruppe für Gestaltung tvořená týmem architektů, projektantů krajiny a specialistů na životní prostředí. Byla odpovědná za optimální trasování povrchové stavby, její přizpůsobení krajině i za estetické začlenění tunelových portálů. Dále při projekci musely být vzaty v úvahu geografické aspekty zahrnující umístění měst a obcí, nádrže vody pro hydroelektrárny a dopravní cesty ke staveništi.

### Podzemní stavba
Projekce podzemní stavby vyžadovala stejně důkladnou přípravu a geologický průzkum. Alpy byly utvářeny před miliony let v místě, kde byl původně prehistorický oceán. Pozůstatkem tohoto oceánu je množství sedimentů a krystalický substrát. Při vrásnění zemského povrchu se v oblasti dnešních Alp setkala evropská a africká kontinentální deska. Tlakem těchto desek došlo k vyzvednutí alpských masivů z původního moře. Krystalická jádra masivů Aare a Gotthard byla vytvořena téměř současně, jižní masivy později. Toto tváření povrchu Země vytvořilo dnešní charakter Alp.
Masivy Aare a Gotthard jsou páteří švýcarských Alp a oba jsou tvořeny především z ruly a žuly. Mezi ně jsou vklíněny mladší sedimenty hornin, které vytvářejí zlomy v masivu. Toto zvrásnění znamená, že tunel prochází různorodými vrstvami hornin a sedimentů. Tvrdost a soudržnost se pohybuje v rozmezí tvrdé Gotthardské žuly, přes vysoce tvrdou rulu Pennine Leventina a měkčí horniny Tavetsch ve středu masivu.
Velmi komplikovaný je průchod tunelu přes vrstvu Syncline Piora, který byl klíčový z hlediska geologie a tím i volby technologie stavby tunelu, protože struktura a velikost této vrstvy byla zpočátku neznámá. Z tohoto důvodu byla u Faido nad vlastním tunelem vyražena průzkumná štola, ze které byly vedeny průzkumné vrty ke zjištění mocnosti a struktury nezmapované vrstvy. Výsledek geologického průzkumu ukázal, že i tato vrstva je dostatečně pevná a nevyskytuje se v ní podzemní voda, která by proudila nebo byla stlačována vrstvou horniny. Rozbory vzorků, měření teploty i seismické zkoušky potvrdily vhodné podmínky pro ražbu tunelu.
Stavební práce byly započaty průzkumem Syncline Piory v roce 1993 a byly vyhodnocovány až do roku 1998. V roce 1996 byly již vyrubány všechny potřebné štoly a šachty pro zahájení vlastní ražby tubusů tunelu.

### Plnoprofilové razicí stroje

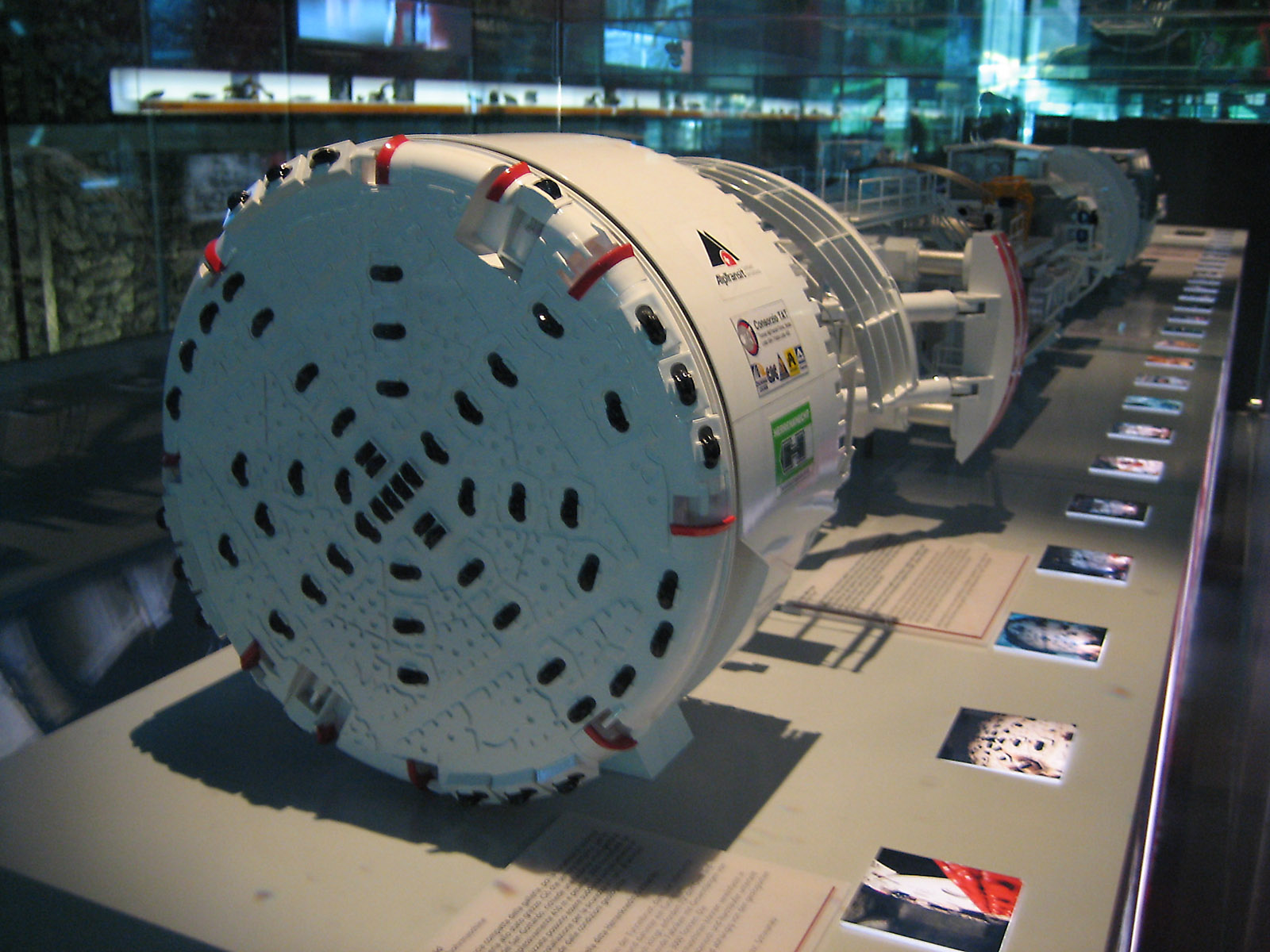
Model TBM S-210

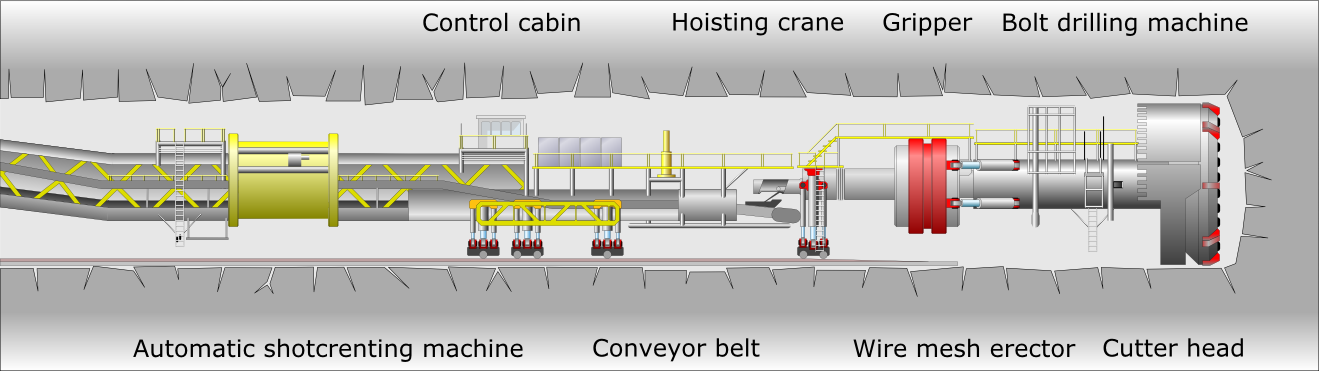
Schema kombajnu TBM S-2xx

Pro ražbu tubusů GÚT byly použity plnoprofilové razicí stroje TBM, což je technologické zařízení sdružující několik funkcí potřebných pro ražbu tunelů: směrování ražby, narušení a odlamování stěny, rubání ve směru postupu ražby, nakládku a transport rubaniny, případně i vyztužení vyrubaného profilu.
- Počet kombajnů: 4 (2+2)
- Kombajny severní strany: Gabi I (západní tubus TBM S-229), Gabi II (východní tubus TBM S-230)
- Kombajny jižní strany: Heidi (východní tubus TBM S-211), Sissi (západní tubus TBM S-210)
- Ražená délka pomocí kombajnů: 85,529 km (56,3 %)
- Průměry ražby tubusů: Erstfeld 9,58 m • Amsteg 9,58 m • Faido 9,4–9,5 m • Bodio 8,83–9,13 m
- Průměrná rychlost ražby za den: Erstfeld 14,77 m • Amsteg 11,05 m • Faido 9,82 m • Bodio 11,7 m
- Maximální rychlost ražby za den: Erstfeld 56 m • Amsteg 40,1 m • Faido 36 m • Bodio 38,4 m
- Délka včetně transportní části: Erstfeld 441 m • Amsteg 441 m • Faido 450 m • Bodio 377 m
- Hmotnost celkem: Erstfeld 3000 t • Amsteg 3000 t • Faido 2400 t • Bodio 2500 t
- Počet motorů: 10
- Výkon motorů: 3 500 kW
- Celkový příkon: 7 800 kVA
- Počet řezacích břitů ve štítu: Erstfeld 62 • Amsteg 62 • Faido 66 • Bodio 60
- Maximální síla: 27,500 kN
- Maximální přípustná síla na štít: 15,930 kN
- Rychlost otáčení řezné hlavy: 6 ot./min.
- Výrobce: Herrenknecht AG, D-Schwanau (TBM), Rowa Tunneling Logistics AG, Wangen SZ (nakladač a transport)

### Trasování
Trasování ražby tunelu je technicky náročná operace, protože v podzemí není možno vytyčit vizuální cílový bod, ke kterému by ražba směrovala, a dálkově tento bod zaměřit. Důvodem je prostá neprostupnost horniny. U ražby přímých šachet a štol je situace relativně jednoduchá. Při ražbě tunelu, který prochází oblouky a změnami klesání respektive stoupání, je situace náročná pro zaměření směru postupné ražby. Základní principy zeměměřictví je v takovýchto případech nutno doplnit o metody transponování výsledků sférické trigonometrie.
Při ražbě tunelů, jako Gotthardský úpatní tunel, takovéto délky i v takovýchto hloubkách není možno použít zaměřování směru kompasem nebo svislic olovnicí. Důvodem je různý magnetismus hornin a vliv gravitační interakce mezi tělesy. I tyto zdánlivě malé a zanedbatelné odchylky určení směru v celkové délce ražby tunelového úseku způsobí boční nebo svislou odchylku několika jednotek i desítek metrů na výsledné délce. Výrazným faktorem, který mohl v průběhu 15 let ražby působit na zaměření, je i driftování magnetického pólu Země, tedy použití kompasu by bylo ovlivněno aktuální polohou tohoto pólu. Dalším důvodem je to, že Země nemá tvar koule, ale přibližuje se tvaru elipsoidu. Prakticky se však jedná o geoid.
Pokud se provádí ražba jednoho tunelového tubusu ze dvou stran, je nutno zajistit trasování, které v místě setkání zajistí odchylku řádově v desítkách centimetrů. Pro GÚT byla tato odchylka stanovena na 20 cm. Pro konkrétní místo na zemském povrchu (alpský hřeben Aare a Gotthard) byla přes satelitní zaměřování stanovena síť bodů v blízkosti portálů a stavebních přístupových šachet, které byly uvedeny do shody se stavebními plány, tedy určením směru. Poloha portálů byla zaměřena s přesností na jeden centimetr. Zpracování velkého množství výpočtů sférické trigonometrie bylo přenecháno specializované výpočetní technice, která nejen snížila časovou náročnost na provádění výpočtů a vyloučila chyby lidského faktoru, ale i zajistila výpočty s dostatečnou přesností. Následně se vypočítané hodnoty transponovaly do zaměřovacího systému důlních kombajnů, respektive do mechanismu směrového nastavení razícího štítu. Zpětnou kontrolou posledních poloh štítu byly stanoveny korekce pro další směr ražby.
V průběhu zaměřování byly použity různé metody a způsoby měření polohy a přenosu směrových údajů: síť přesně zaměřených bodů na povrchu, přímé měření vzdáleností, optické a mechanické principy přenosu směrů a měření úhlů pomocí gyroskopů a gyroskopických kompasů. Výsledkem těchto postupů byla centimetrová přesnost shody polohy při proražení závěrečných metrů GÚT.

## Historie a postup prací
Práce na ražení tunelu probíhaly celkem 25 let a dne 15. října 2010 ve 14:18 byl tunel kompletně proražen. K dokončení a zahájení provozu došlo v roce 2016. S výstavbou a harmonogramem GÚT taktéž souvisí návazný Cenerský úpatní tunel.
- 1947 Inženýr a urbanista Carl Eduard Gruner z Basileje vytváří vizi GÚT jako prvku systému rychlé železniční dopravy.
- 1963 Švýcarská federální vláda zřizuje výbor pro „Železniční tunel přes Alpy“, který zvažuje různé varianty základního tunelu. Výsledkem je doporučení tunelu z Erstfeldu do Biasca.

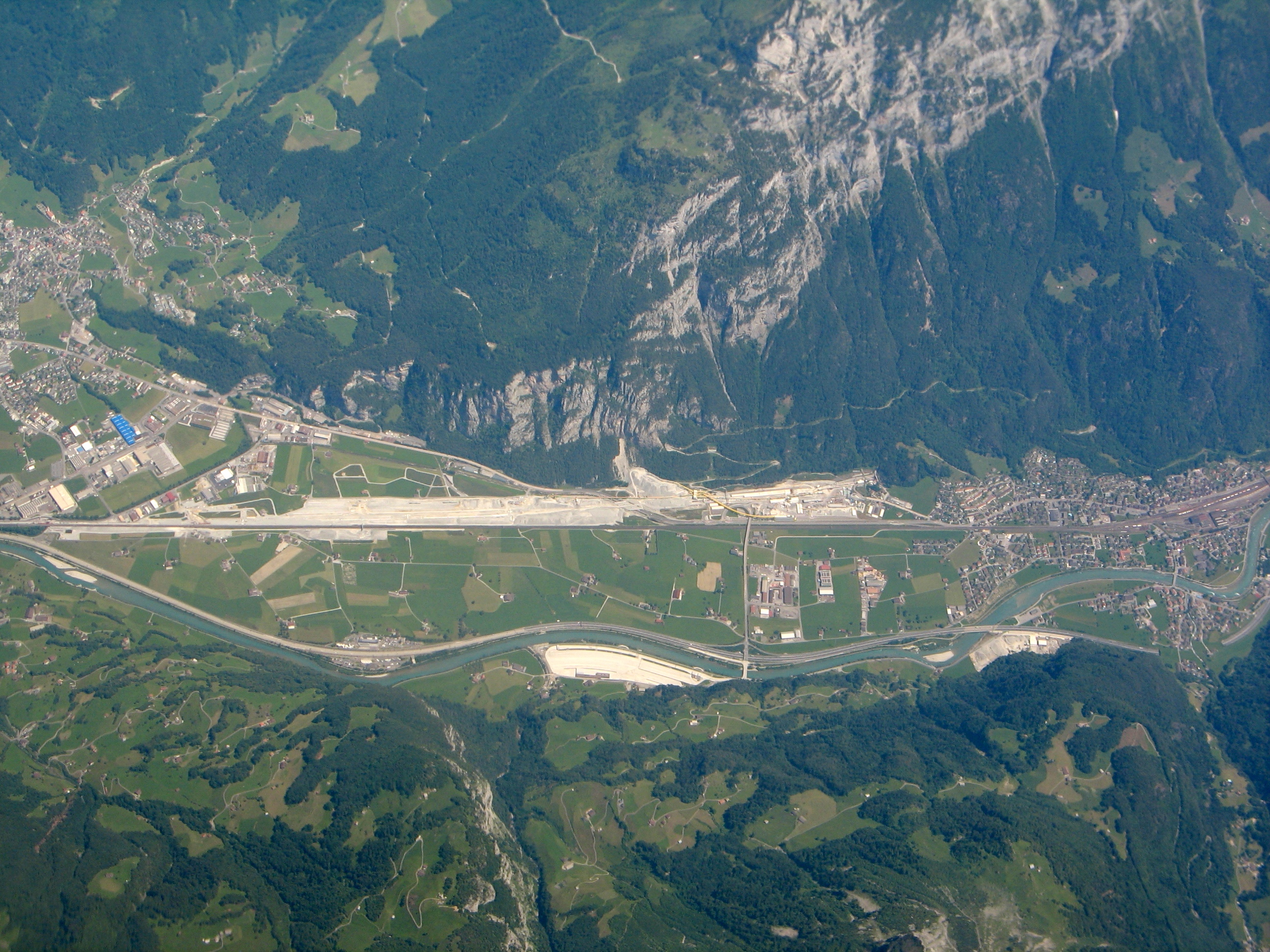
Staveniště u severního portálu GÚT

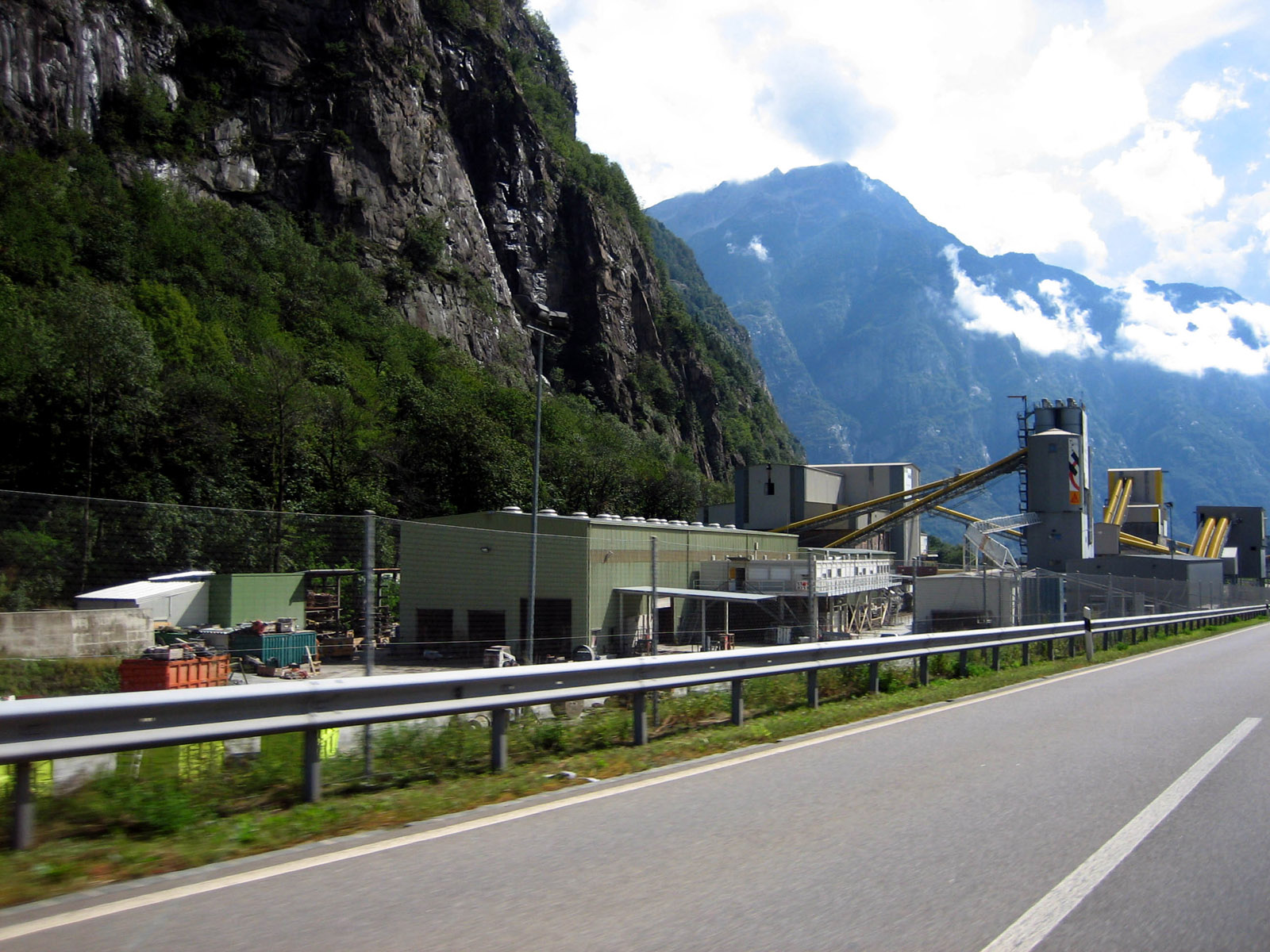
Staveniště u jižního portálu GÚT

### Rok 1970–1979
- 1971 Znovu se přezkoumává navržená varianta. Vzhledem k názorovým neshodám mezi přívrženci trasy Gotthard-Simplon-Splügen a vlivem hospodářské recese dochází k zastavení projektu tunelu. V roce 1971, Švýcarská spolková rada pověřuje Švýcarské spolkové dráhy (SBB) vypracováním projektu výstavby úpatního Gotthardského tunelu Erstfeld-Biasca, který by umožnil rychlou realizaci stavebních prací.
- 1975 Představení projektu výstavby tunelu.

### Rok 1980–1989
- 1983 Další přehodnocení projektu výstavby tunelu. Švýcarská spolková rada dospěla k závěru, že nové železniční spojení přes Alpy není úplně naléhavé.
- 1986 Opětovné přezkoumání projektu s ohledem propojení severního okraje Alp a jižní hranice Švýcarska s Itálií.
- 1989 Probíhají formální konzultace projektu se zainteresovanými kantony a Federální Rada rozhodla o realizaci takzvané „síťové varianty“, která navrhuje realizaci úpatního tunelu Gotthard s Lötschberským tunelem a tunelem Hirzel (propojení s východním Švýcarskem).

### Rok 1990–1999

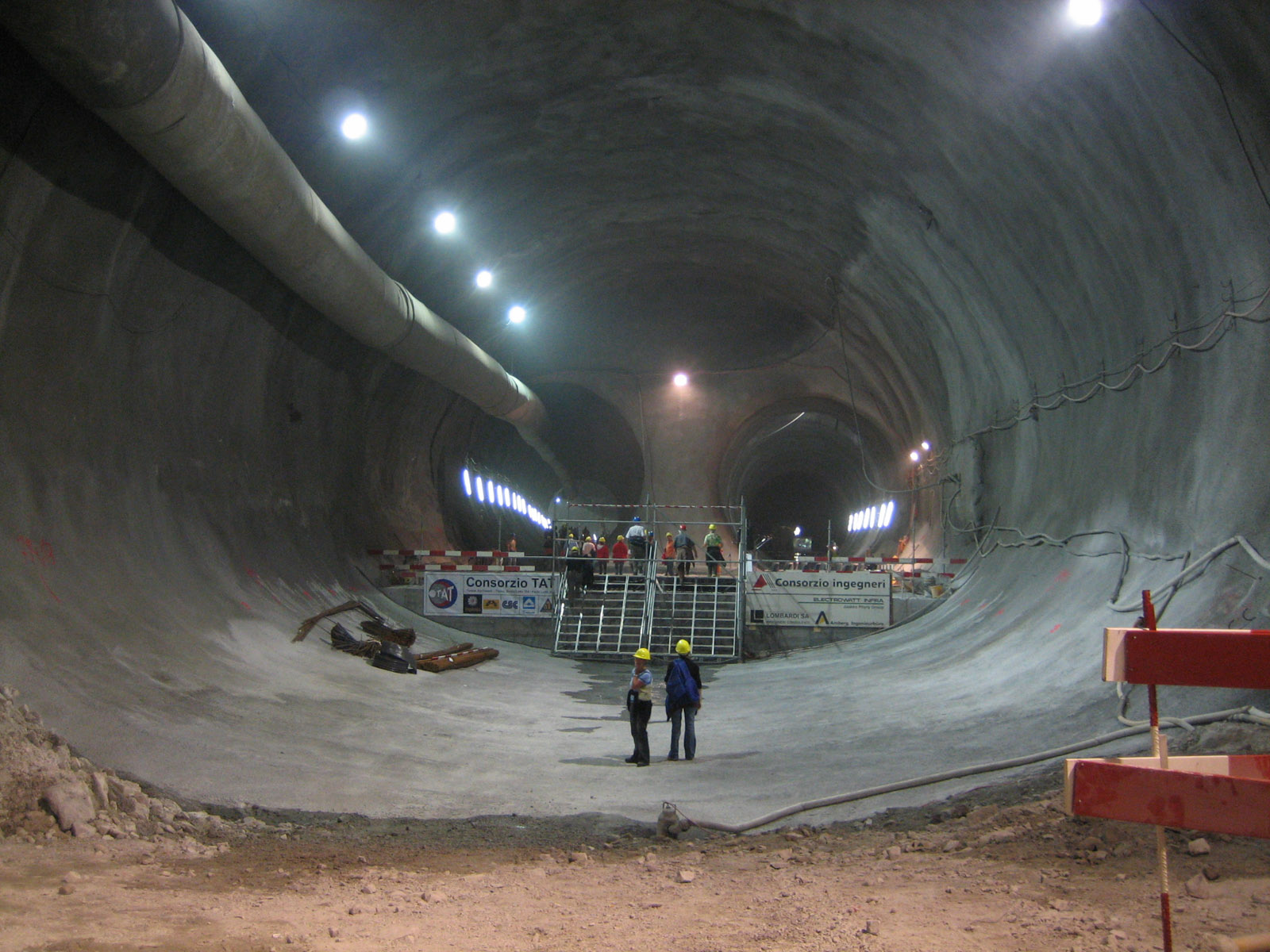
Stanice Faido, spojení hlavního tubusu a spojky mezi tubusy.

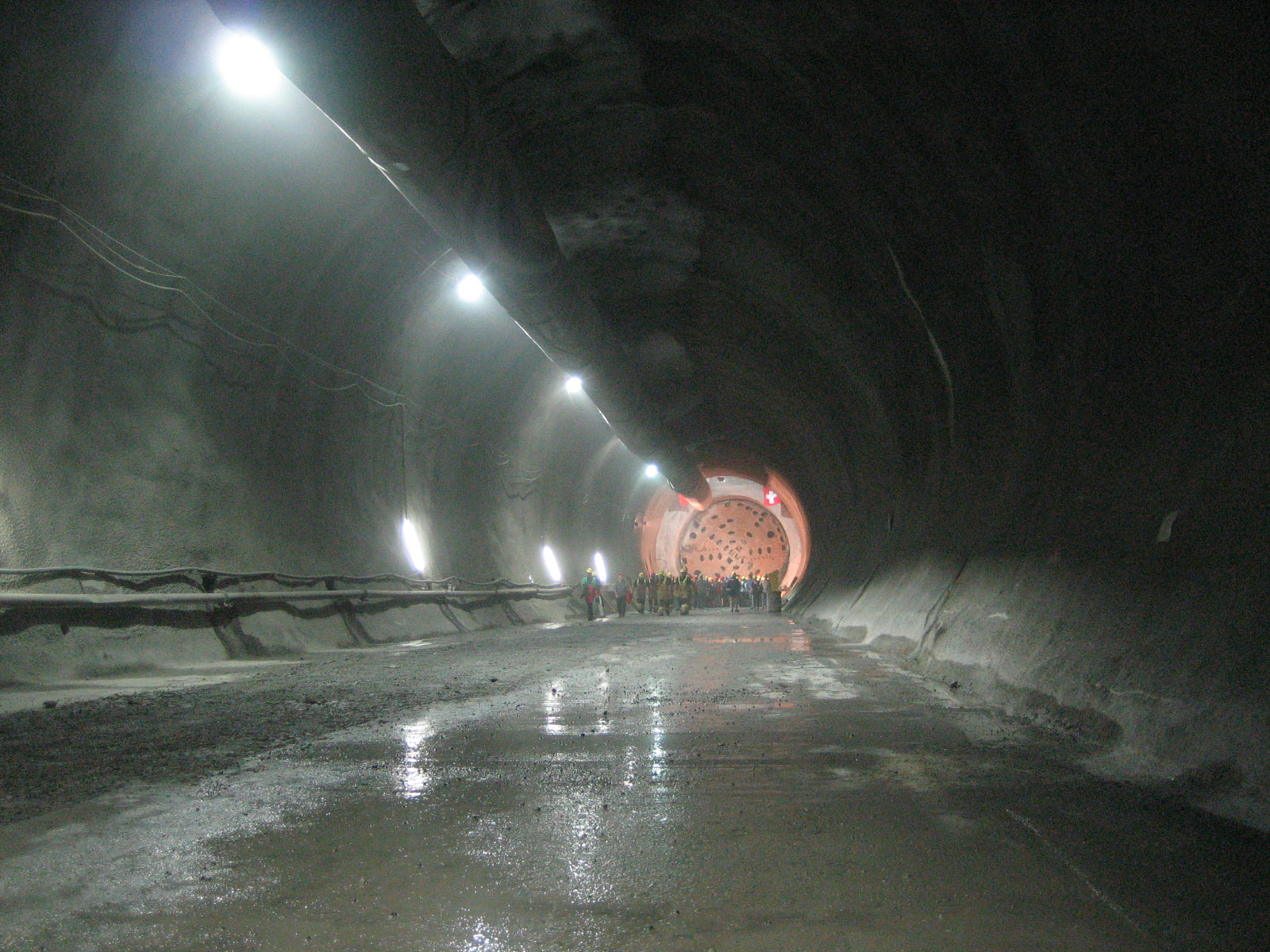
Tubus ve stanici Faido.

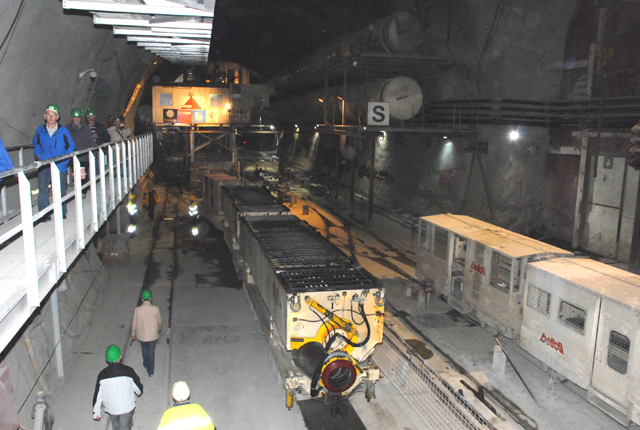
Stanice Sedrun.
(zdroj neuvádí, jestli se jedná o přístupovou šachtu nebo vlastní tubus tunelu)

- 2. května 1992 Švýcarsko se zavazuje realizovat dohodnuté přepravní kapacity dopravy sjednané s Evropskou unií.
- 27. září 1992 bylo provedeno referendum, ve kterém se 64 % Švýcarů souhlasně vyjadřuje k výstavbě nového železničního spojení přes Alpy. Od tohoto souhlasu se odvíjí další postup plánování a výstavby NRLA Gotthardského a Lötschbergského tunelu.
- 1. září 1993 Švýcarské spolkové dráhy (SBB) přebírají organizaci projektu AlpTransit od Federálního úřadu pro dopravu (FOT), a tím i odpovědnost za projekt AlpTransit Gotthard. Toto zahrnuje úpatní Gotthardský tunel Arth-Goldau Lugano a integraci dopravy východního Švýcarska do tohoto projektu. SBB se zavazuje zpracovat a předložit předběžné projekty s ohledem na předpokládané náklady.
- 4. října 1993 byl položen základní kámen průzkumných vrtů Piora pro zjištění geologické a hydrogeologické charakteristiky synklinály Piora, která by mohla být překážkou ražby tunelu. Cílem průzkumných vrtů je určit geotechnicky nejvýhodnější trasu pro GÚT.
- 20. února 1994 byla v referendu přijata Alpská iniciativa a ochrana Alp se stává součástí švýcarské ústavy.
- 12. dubna 1995 Spolková rada přijímá návrhy od SBB ohledně výstavby GÚT mezi Erstfeld – Bodio a nadzemní úsek Bodio – Giustizia. Pro realizaci GÚT byla zvolena varianta ražby dvou jednokolejných tubusů, které budou propojeny přibližně 180 příčnými galeriemi a každý tubus bude i zároveň únikovým prostorem pro druhý tubus. V délce tunelu budou integrovány dvě multifunkční stanice, Sedrun a Faido, jako stanice pro nouzové opuštění vlakové soupravy s výstupem na povrch. V projektu bylo uvedeno, že délka tunelových tubusů, galerií, šachet a štol dosáhne délky 153,4 km.
- 27. června 1995 Spolkový úřad pro dopravu a energetiku, (dnešní Federální ministerstvo pro životní prostředí, dopravu, energetiku a komunikace) byla ustanovena mezirezortní pracovní skupina, „Financování veřejné dopravy“ (FOV), která má za povinnost spravovat výstavbu a financování infrastruktury veřejné dopravy, přičemž bylo zpochybněno vlastní financování projektu tunelu ze strany NRLA.
- 3. října 1995 bylo zahájeno povolovací řízení pro plány jednotlivých úseků GÚT mezi Amstegem a Bodio a nadzemního úseku Bodio – Giustizia. Následně začínají práce výstavby projektu.
- 31. března 1996 jsou vyhodnoceny průzkumné vrty Piora s výsledkem, že ražba tunelových tubusů přes tuto oblast hornin bude možná.
- 15. dubna 1996 jsou zahájeny stavební práce u Sedrunu na realizaci GÚT, taktéž je otevřeno návštěvnické a informační centrum AlpTransit pro veřejnost.
- 24. dubna 1996 Spolková rada rozhoduje o tom, jakým způsobem se bude postupovat s ohledem na výstavbu a financování infrastruktury veřejné dopravy a projektu NRLA v několika fázích. Z komplexního projektu, který byl schválen v referendu v roce 1992, je určeno, že budou vystavěny pouze úpatní tunely pod Zimmerbergem, Gotthardem a Ceneri a Lötschberský úpatní tunel bude prozatím jednokolejný. Další spojnice, plánované k tomuto datu, včetně Hirzel tunelu, jsou odloženy.
- 26. června 1996 Spolková rada předkládá zprávu „Výstavba a financování infrastruktury veřejné dopravy“ (FinöV) ve švýcarském parlamentu. Kromě investičního programu NRLA ve výši 30 miliard CHF se jedná i o další tři velké projekty veřejné dopravy: Železnice 2000, opatření pro snižování hluku a integrace Švýcarska do vysokorychlostní sítě sousedních zemí.
- 30. ledna 1997 byla proražena sonda přes synklinálu Piora na úrovni průzkumné štoly až do skalního masivu Gotthard na severu. V tomto místě je synklinála Piora 250 metrů široká a obsahuje vodou nasycený dolomit pod vysokým hydrologickým tlakem.
- 1. února 1997 zahájen průzkum pro tunel Sigirino a zkoumání geologie v oblasti Ceneri.
- 20. října 1997 rezignuje vedoucí SBB projektu AlpTransit, Peter Zuber, jeho povinnosti dočasně přebírá jeho zástupce, Peter Zbinden.
- 20. března 1998 schvaluje Švýcarský parlament zprávu „Výstavba a financování infrastruktury veřejné dopravy“ (FinöV) s upraveným stavebním programem a koncepcí financování. Celková výše investice pro všechny velké projekty je 30 miliard švýcarských franků. Projekt se skládá z úpatních tunelů pod masivy Gotthard, Lötschberg, Ceneri a Zimmerberg, a propojení východního Švýcarska na Gotthardské spojnici v blízkosti jezera u Curychu. Projekty budou financovány 55 % z daně pro těžká silničního vozidla a z 19 % z nárůstu o 0,1 procentního bodu daně z přidané hodnoty, 10 % z cel na palivech a zbytek z úvěrů.
- 8. května 1998 byly dokončeny průzkumné práce syncline Piora, výsledky pro výstavbu jsou příznivé. Na úrovni úpatního tunelu, v oblasti syncline Piora jsou pevné, husté a suché vrstvy, kterými je možno vést ražbu tunelu.
- 12. května 1998 vznikla společnost AlpTransit Gotthard AG, vytvořena oddělením AlpTransit švýcarských spolkových drah (SBB), které bylo dříve odpovědno za plánování Gotthardské trasy v NRLA. Společnost je stoprocentní dceřinou společností SBB se základním kapitálem ve výši 5 milionů švýcarských franků. Generálním ředitelem byl jmenován Peter Zbinden.
- 27. září 1998 je v národním referendu přijata silniční daň pro těžká vozidla. Tímto se zlepšuje postavení železnice na dopravním trhu.
- 29. listopadu 1998 švýcarští voliči většinou 63,5 % přijali vládní návrh na výstavbu a financování infrastruktury veřejné dopravy.
- 4. února 1999 je v Sedrunu proveden první odstřel 800 m hluboké hlavní šachty, která bude poskytovat přístup k úrovni tunelového staveniště.
- 30. března 1999 bylo uděleno oficiální povolení stavby GÚT a ukončeno výběrového řízení na dodávku stavebních prací úseků Amsteg, Sedrun, Faido a Bodio. Výběr dodavatele dále probíhá pro nejsevernější úsek Erstfeld.
- 4. listopadu 1999 na staveništi u Amstegu jsou provedeny první odstřely na 1,8 km dlouhé přístupové štole. Toto datum reprezentuje oficiální zahájení výstavby Gotthardského úpatního tunelu přes Alpy.

### Rok 2000–2009
- 1. března 2000 u Sedrunu je dokončena 800 m hluboká hlavní šachta až na úroveň budoucího GÚT.
- 10. července 2000 je proveden první odstřel u Bodio, koncem roku jsou zahájeny stavební práce u Ticino. Jako první fáze, je postaven 1,2 km dlouhý obchvat u tunelu.
- 13. června 2001 byly povoleny práce na dvou hlavních úsecích; 15 km dlouhý úsek Bodio – Faido a 14 km dlouhý úsek Faido – Sedrun pomocí důlních kombajnů. K těmto pracím taktéž patří výstavba multifunkční stanice v Faido.
- 30. srpna 2001 u Bodio je proveden výkop prvního kilometru z 57 km délky GÚT.
- 23. ledna 2002 je veřejnosti představen filmový dokument o prvním roku stavby nejdelšího železničního tunelu.
- 6. března 2002 je dokončen průraz štoly do výchozího bodu multifunkční stanice Faido.
- 7. listopadu 2002 na staveništi u Bodio zahajuje první důlní kombajn ražbu 15 km dlouhého úseku ve skalním masivu směrem k Faido.
- 26. března 2003 je otevřeno návštěvnické centrum Pollegio u jižního portálu GÚT. Centrum obsahuje výstavu o projektu a slouží jako výchozí bod pro místní prohlídky stavby.
- 27. května 2003 na severní straně Alp začíná první důlní kombajn ražbu tubusu ve směru od Amstegu. Doprava hlavního pohonu o hmotnosti 177 tun do Amstegu byla realizována lodní dopravou z Lucernu přes jezero Lucernsee a Flüelen.
- 26. června 2003 na Sedrunu proráží důlní vyvrtávačka, o hmotnosti 250 tun, druhou vertikální 800 m hlubokou šachtu ve vzdálenosti 32 metrů od hlavní šachty. Obě šachty jsou vybaveny výtahy pro dopravu těžkých břemen.
- 19. srpna 2003 je ve směru od Amstegu nasazen druhý důlní kombajn na úsek délky 11,4 km směrem na Sedrun.
- 10. září 2003 Spolková rada zastavuje projekty tunelů Zimmerberg a Hirzel z důvodu původně optimistických finančních předpokladů, které se ukázaly jako nereálné.
- 9. prosince 2003 je v Kolíně nad Rýnem výzkumnou asociací pro podzemní dopravní zařízení (STUVA) udělena výroční cena švýcarskému projektu NRLA. Tento projekt vyhodnocen jako inovativní impuls evropské dopravní sítě a výstavbě tunelů po celém světě.
- 19. července 2004 začínají práce na severním portálu GÚT u Erstfeldu. Stavební práce aktuálně probíhají současně na všech pěti sekcích tunelu.
- 16. prosince 2004 dosahují důlní kombajny Gabi I a Gabi II poloviční vzdálenosti mezi Amstegem a Sedrunem. Tímto bylo dosaženo více než 40% z 153,4 kilometrů celkové délky GÚT.
- 22. června 2005 schvaluje Spolková rada úvěr na výstavbu Cenerského úpatního tunelu.
- 20. července 2005 jsou povoleny návštěvy podzemí ve stanici Faido.
- 30. srpna 2005 byla vyrubána již polovina objemu ražby BGT. Polovina prací byla provedena pomocí důlních kombajnů a druhá polovina vrtacími a trhacími pracemi.
- 21. září 2005 je v úseku Sedrun společností AlpTransit Gotthard Ltd. použita nová technika vzpěru stropu tubusu. Důvodem je nutnost řešení jak odolně zajistit stavbu při extrémním skalním tlaku v Tavetsch Intermediate masivu. Princip spočívá ve vkládání deformovatelných ocelových obručí do profilu ražby. Díky nové technické konstrukci je obtížný průraz skrz Tavetsch Intermediate masiv úspěšně proveden.
- 2. června 2006 jsou u Camorino, jižně od Bellinzona, oficiálně zahájeny stavební práce úpatního tunelu Ceneri. Spolu s GÚT je Cenerský tunel s 15,4 km délky další spojnicí ve směru Camorino – Vezia, nedaleko Lugana, a součástí modernizované železniční tratě přes Alpy.
- 6. června 2006 po necelých čtyřech letech ražby je proveden průraz tubusu, raženého od Bodio, do multifunkční stanice Faido. Průraz byl proveden s malými odchylkami; horizontální odchylka 5 cm a vertikální odchylka necelé 2 cm.
- 29. března 2007 odchází po 15 letech z vrcholového vedení AlpTransit Gotthard Ltd. stávající ředitel Peter Zbinden. Závazky k projektu NRLA a funkci generálního ředitele přebírá stavební inženýr Dr. Renzo Simoni, absolvent švýcarského federálního institutu technologie (ETH) v Curychu.
- 11. září 2007 byly u Sigirino provedeny první odstřely přístupové štoly a zahájeny výkopové práce Cenerského úpatního tunelu.
- 17. října 2007 byl průrazem spojen úsek Sedrun a Amsteg, průraz byl proveden o devět měsíců dříve, než bylo plánovalo.
- 4. prosince 2007 na den svaté Barbory (patronka horníků) zahájena ražba GÚT u Erstfeldu. Ražba byla provedena dvěma důlními kombajny, které razily úsek Amsteg.
- 14. března 2008 je otevřeno informační a návštěvnické centrum u severního portálu u Erstfeldu. Podobně jako návštěvnické centrum u Sedrunu a Pollegio je určeno pro informování veřejnosti o projektu NRLA.
- 29. dubna 2008 je v Lucernu podepsána smlouva na systémy železniční infrastruktury. Smlouva zahrnuje provádění plánování a instalaci systémů železniční infrastruktury v GÚT a přístupové trasy stávající železniční sítě. Smlouva za 1,69 miliardy CHF je největší smlouvou stavby společnosti AlpTransit Gotthard AG.
- 16. září 2008 schvaluje Švýcarský parlament úvěr pro NRLA ve výši 19,1 miliardy CHF (cena z roku 1998, s výjimkou inflace, daně z přidané hodnoty a nákladů na úroky). Z této částky je 13,157 miliardy CHF určeno pro úpatní tunely Gotthard a Ceneri. Tímto je kompenzován finanční rozdíl z roku 2004.
- 15. října 2008 je východní tubus GÚT proražen přes geologicky náročnou zónu syncline Piora.
- 3. února 2009 překonává západní tubus úsek „Syncline Piora“.
- 18. května 2009 začínají práce na instalaci systémů železniční dopravní cesty GÚT ze strany Biasca.
- 11. června 2009 je schválena stavba tunelu Ceneri, který bude mít stejně jako GÚT dva jednokolejné tubusy o délce 11,5 km, součástí stavby je i přeložka u Sigirina.
- 16. června 2009 je učiněn průraz mezi úseky Erstfeld a Amsteg. Horizontální i vertikální odchylka byla menší než 1 cm. Jedná se o předposlední průraz ve stavbě GÚT.
- 18. prosince 2009 je v tubusech mezi Amstegem a Sedrunem a v západním tubusu mezi Bodio a Faido dokončena hrubá betonáž stavby. Více než 40 km neboli více než 1/3 GÚT je připravena pro montáž systémů železniční infrastruktury.

### Rok 2010
- 10. března 2010 jsou oficiálním odstřelem u Sigirinu zahájeny hlavní práce na Cenerském úpatním tunelu. Dva tubusy, každý severním a jižním směrem budou raženy z jeskyně u Sigirinu.
- 12. dubna 2010 provedením odstřelu začínají práce na budoucím jižním portálu Cenerského úpatního tunelu u Vezia.
- 25. června 2010 je zahájena montáž systémů železniční infrastruktury tunelu GÚT v západním tubusu mezi Bodio a Faido. Do roku 2012 byl 16 km úsek kompletně vybaven systémy železniční infrastruktury, které zahrnují železniční svršek, trolejového vedení, elektrické napájení, telekomunikaci a bezpečnostní systémy.
- 15. října 2010 je dnem světového rekordu při stavbě GÚT, průrazem mezi úseky Sedrun a Faido byla propojena celá délka 57 km dlouhého Gotthardského úpatního tunelu ve východním tubusu.

### Rok 2011–2020
- Dne 23. března 2011 došlo k finálnímu propojení v západním tubusu.[14][15]
- 5. září 2012 průjezd na definitivních kolejích z Erstfeldu do Sedrunu první osobní vlak se zástupci vlády.[16]
- 23. srpna 2013 průjezd z Bodia do Erstfeldu celou tratí 57 km za účasti novinářů.
- 16. prosince 2013 oficiální zahájení zkušebního provozu, první průjezd rychlostí 160 km/h.
- 16. června 2014 ukončení zkušebního provozu.
- 2016 – Instalace a zkušební provoz systémů železniční infrastruktury.
- 1. června 2016 – Slavnostní otevření Gotthardského úpatního tunelu.
- 11. prosince 2016 – Otevření Gotthardského úpatního tunelu pro komerční provoz.
- září 2020 – otevření návazného Cenerského úpatního tunelu pro komerční provoz.[17]

## Technické informace tunelu
| Provozní data                             | Provozní data                   |
| ----------------------------------------- | ------------------------------- |
| Severní portál                            | Erstfeld (kanton Uri)           |
| Jižní portál                              | Bodio (kanton Ticino)           |
| Provozní délka                            | 57 km                           |
| Rozchod kolejí                            | 1435 mm                         |
| Trakční napájení                          | 15 kV AC                        |
| Počet tubusů                              | 2                               |
| Počet kolejí v tubusu                     | 1                               |
| Maximální rychlost osobní vlaky           | 250 km/h                        |
| Maximální rychlost nákladní vlaky         | 160 km/h                        |
| Propustnost                               | 325 souprav/den                 |
| Stavební data                             |                                 |
| Kulminační bod                            | 121,725 Tkm (tunelový kilometr) |
| … od severního portálu                    | 22 km                           |
| … od jižního portálu                      | 35 km                           |
| Nejvyšší bod kolejí                       | 549 m n. m.                     |
| Portál Erstfeld                           | 460 m n. m.                     |
| Portál Bodio                              | 312 m n. m.                     |
| Výškový rozdíl od portálu Erstfeld        | 89 m n. m.                      |
| Výškový rozdíl od portálu Bodio           | 237 m n. m.                     |
| Celková délka včetně galerií a štol       | 151,8 (151,84) km               |
| Délka východního tubusu                   | 57,104 (57,091) km              |
| Délka západního tubusu                    | 57,017 (56,978) km              |
| Průměr traťových tubusů                   | 8,8–9,5 m                       |
| Průměr tubusu při ražbě tryskáním         | 8,80–13,08 m                    |
| Standardní vzdálenost vlakových tubusů    | 40 m                            |
| Maximální vzdálenost vlakových tubusů     | 70 m                            |
| Počet spojovacích galerií pro pěší        | 176                             |
| Standardní vzdálenost spojovacích galerií | 312,5 m                         |
| Maximální mocnost nadloží                 | 2 300 m                         |
| Vytěžený objem                            | 13 300 000 m³ / ~24 000 000 t   |
| Nespecifikovaná data                      |                                 |
| Maximální teplota horniny                 | 50 °C                           |
| Maximální pracovní teplota                | 28 °C                           |
| Celkový počet pracovníků všech oborů      | 2 600                           |

## Zajímavosti
- K ověření polohy a vlastností horninového masívu tunelovací stroje razily také průzkumnou štolu Piora v délce 5,540 km.[16]
- Na výstavbu bylo spotřebováno čtyři miliony kubických metrů betonu, 1,4 milionů tun cementu, 3 miliony m² výztužných sítí, 125 000 t oceli výztužných rámů primárního ostění.
- Na stavbě pracovalo na 2600 zaměstnanců.
- Celkem bylo vytěženo 28,2 milionů t horniny a k její dopravě bylo použito 70 km dopravních pásů. 33 % horniny bylo použito jako kamenivo do stříkaného betonu, 66,3 % vytěžené horniny bylo použito na zpětný zásyp, násypy a rekultivaci. Jen 0,7 % horniny bylo uloženo jako nevyužitý materiál.
- Nedaleko Sedrunu (v obci Tujetsch) byla 9. června 2012 otevřena rekreační oblast na zrekultivované deponii s umělým jezerem o výměře 3200 m².
- Firma Bassis57 využívá teplou drenážní vodu z tunelu k chovu akvarijních rybiček a korýšů.
- Z tunelu vytéká 150 až 400 l/s vody, která je jímána a využívána k získání geotermální energie.[16]